# Mycetophila dichaeta
Mycetophila dichaeta är en tvåvingeart som beskrevs av Freeman 1951. Mycetophila dichaeta ingår i släktet Mycetophila och familjen svampmyggor. Inga underarter finns listade i Catalogue of Life.